# Jean III (roi de Suède)
Pour les articles homonymes, voir Jean III.
Jean III (en suédois : Johan III), né le 20 décembre 1537 au château de Stegeborg et décédé le 17 novembre 1592 au palais royal de Stockholm, est roi de Suède de 1568 à sa mort.

## Biographie
Jean est le deuxième fils de Gustave Ier, mais le premier issu de son mariage avec Marguerite Lejonhufvud.
C'est en menant une révolte au cours de l'été 1568 que le duc Jean, aidé par son frère Charles (futur Charles IX), monte sur le trône de Suède qu'il occupe jusqu'à sa mort en 1592. Il emprisonne — et fait probablement assassiner[réf. nécessaire] — son frère aîné Éric XIV pour s'emparer de la couronne, ce dernier sombrant dans la folie. Il doit faire en 1569 des concessions à la noblesse, qui a perdu des privilèges sous Gustave Ier Vasa et Éric XIV, pour qu'elle accepte son coup de force.
À l'extérieur, Jean III rétablit la situation du royaume en s'emparant de Narva en 1581 dont la population est massacrée, consolidant ainsi l'Estonie suédoise. Il fait évoluer la monarchie suédoise vers l'absolutisme. Sans remettre en cause l'adoption du luthéranisme, alors que son règne et son action coïncident avec la Contre-Réforme, il tente d'imposer en 1571 une nouvelle liturgie à mi-chemin entre le catholicisme polonais et la foi luthérienne déjà bien ancrée en Suède, mais c'est un échec.
À sa mort, il est inhumé avec ses deux épouses dans la cathédrale d'Uppsala.

## Mariages et descendance
Jean se marie le 4 octobre 1562 à Vilnius avec Catherine Jagellon (1526 – 1583), fille du roi de Pologne Sigismond Ier. Ils ont trois enfants :
- Isabelle (1564 – 18 janvier 1566) ;
- Sigismond (1566 – 1632), roi de Pologne (1587 – 1632) et de Suède (1592 – 1599) ;
- Anne (1568 – 1625).

Veuf, Jean III se remarie le 21 février 1584 avec Gunilla Bielke (1568 – vers 1592). Ils ont un fils :
- Jean (1589 – 1618), épouse sa cousine Marie-Élisabeth de Suède (sans descendance).

Jean a également quatre enfants avec sa maîtresse Karin Hansdotter (sv) (1539 – 1596) :
- Sophie Gyllenhielm (1556 ou 1559 – 1583), qui épouse le général Pontus De la Gardie ;
- Auguste Gyllenhielm (1557 – 1560) ;
- Jules Gyllenhielm (1560 – 1581) ;
- Lucrèce Gyllenhielm (sv) (1561 – 1585).

## Titres et honneurs

### Titulature
- 20 décembre 1537 – 27 juin 1556 : Son Altesse royale le prince Jean de Suède ;
- 27 juin 1556 – 12 août 1563 : Son Altesse royale le duc de Finlande ;
- 12 août 1563 – 30 septembre 1568 : Son Altesse royale le prince Jean de Suède ;
- 30 septembre 1568 – 17 novembre 1592 : Sa Majesté le roi.

### Armes
Le prince Jean est duc de Finlande de 1556 à 1563, voici ses deux blasons :

Armoiries du prince Jean, duc de Finlande avant 1560[1].
Armoiries du prince Jean, duc de Finlande après 1560[1].